# Frank Molnar
Franky Charlotte Molnar (9 september 1973) is een Belgische televisiepersoonlijkheid en presentator.

## Biografie
De flitscarrière van Molnar begon met deelname aan de eerste Belgische editie van Big Brother in 2000, waarin hij als vierde eindigde.
Na zijn deelname aan het realityprogramma werd hij tv-presentator. Op de jongerenzender JIMtv presenteerde hij zijn eigen Freaky Frank Show, een variant op het Amerikaanse Jackass. Op 24 september 2002 kwam Molnar in opspraak voor het programma. In een filmpje achtervolgde hij met zijn BMW een argeloze bestuurder en lokte met zijn acties opzettelijk verkeersagressie uit. Toen die bestuurder uit de wagen stapte om Molnar een berisping te geven, werd hij uitgelachen. Touring en de Responsible Young Drivers dienden klacht in bij Recht van Antwoord, een populair programma op VTM met Goedele Liekens, waar mensen hun grieven mogen uiten. Aan het eind van het programma onthulde Goedele, die met haar ploeg op bezoek was gegaan bij het slachtoffer, dat die Molnar al persoonlijk kende. Het hele filmpje was opgezet spel.
Molnar presenteerde het gameprogramma GUNKtv op muziekzender TMF tot 2008, daarna verhuisde het programma naar VT4. In 2009 werd GUNKtv een afzonderlijke digitale zender. In september 2010 werd Molnar ontslagen door productiehuis T.Vgas, omdat hij een pr-campagne rond zijn vrouw had opgestart via GUNKtv. Hij had via de zender valse geruchten verspreid over de lingerielijn van zijn vrouw.
Sinds 2012 brengt hij het wekelijkse gameprogramma GameNuts op Life!tv.
Sinds maart 2016 presenteren Molnar en Niko VanDriessche op FOX het programma GameJunks.
Rond 2018 verhuisde Molnar naar Las Vegas in de Verenigde Staten. Begin 2022 verhuisde hij naar Orlando en heeft er een productiehuis voor video en fotografie opgestart. Sinds 2022 werkte Molnar mee aan videoproducties voor CLINT TV.

## Privé
Molnar trouwde in 2010 met Playboy-model Jess Donckers, maar die relatie liep spaak. Hij werd later gekoppeld aan zangeres en presentatrice Noa Neal. Met zijn Vlaamse vriendin Marissa kreeg hij in mei 2021 een dochter.